# Ты меня не бойся
«Ты меня не бойся» — советский мультфильм, выпущенный в 1985 году киностудией «Беларусьфильм». О том, что животным очень нужна забота человека.

## Сюжет
Маленький зубрёнок заблудился. В это же время мальчик со своим верным другом собачкой вышел на охоту. Встретившись с зубрёнком, он начинает ему помогать искать маму. Пройдя через приключения и многое поняв, мальчик возвращается с собачкой домой.

## Съёмочная группа
| Режиссёр             | Кузьма Кресницкий                                                                    |
| Сценарист            | Эдуард Шим                                                                           |
| Оператор             | Михаил Комов                                                                         |
| Художник-постановщик | Татьяна Кублицкая                                                                    |
| Композитор           | Леонид Захлевный                                                                     |
| Автор текста песни   | Владимир Некляев                                                                     |
| Звукорежиссёр        | Сергей Чупров                                                                        |
| Мультипликаторы      | Анна Лысятова, В. Бакунович, М. Строцев                                              |
| Ассистент режиссёра  | Г. Поночевная                                                                        |
| Ассистент художника  | Т. Горчакова                                                                         |
| Роли озвучивали      | Вера Кавалерова, Борис Владомирский, Мария Захаревич, Владимир Сичкарь, Е. Петросова |
| Редактор             | Олег Белоусов                                                                        |
| Директор             | Ольга Оноприенко                                                                     |